# Kachel (Schimpfwort)
Kachel ist im bairischen und schwäbischen Sprachraum ein Schimpfwort für eine Frau, insbesondere in der Form von „alte Kachel“ für „altes Weib“, außerdem eine abwertende Bezeichnung für die weibliche Scham. In schwäbischen Dialekten erscheint Kachel zusätzlich in der Bedeutung von „dickes, plumpes Weib“,:261 als Tratschkachel:116 in der Bedeutung „Klatschbase“ und als Grauz-:209 oder Mauzkachel:315 für eine jammernde Frau.
Die Brüder Grimm vermerken zu Kachel: „2) brunzkachel, kammerkachel u. ä., schon im 15. jh. unter kachel allein verstanden (wie heute topf) […] 3) obscön vom weibe, bes. von alten weibern, brunzkachel […]“

## Etymologie
Das Wort Kachel leitet sich ab aus mittelhochdeutsch kachel(e) für ‚irdener Topf‘ und althochdeutsch kahhala, entlehnt aus dem Früh-Romanischen (Vulgärlatein) cacculus („Kochgeschirr“), einer Variante des klassisch-lateinischen caccabus, vom Altgriechischen kákkabos („Tiegel, Schmorpfanne“, ursprünglich „dreibeiniger Kessel“), zurückgehend auf ein semitisches Lehnwort (Quelle unklar).
Umgangssprachlich ist mit Brunzkachel ein Nachttopf gemeint, im übertragenen Sinne Schimpfwort für eine Person, die häufig uriniert.

## Literarische Verwendung
„Abraham, der Sara, die alte Kachel zum Weibe gehabt.“

„Mit diser weiß, wann diß gelten solt, möcht einer ein jden Hautjuckigen Vogel für ein Gauch ansehen, ein Sau für ein Baier, ein Nuß für eyn Schwaben, eyn Geiß für ein Schneider, ein Maulthier für ein Francken, ein Schlesischen Esel für aller Hasen Großmuter, ein Pomerisch Storckennest für Salat, ein Ku für ein Schweitzer, ein Töringisch Pflugrädlin für ein Prettstell, ein weisen Hund für ein Müllerknecht, die Eselin für Frau Müllerin, ein Hasenkopff für ein Niderländer, ein Hammel für ein Flamming, ein Kachel für ein Baßlerische Köchin.“

„Ich ließ es gut seyn, und legte mich mit meiner alten Schachtel alle Abend zu Bette, als hätte ich die Junge nie lieb gehabt. Doch war diß meine Plage, daß ich allen Gästen Gesellschafft leisten muste, dann wer Lust zu sauffen hatte, dem solte ich zu Gefallen das Tannzapffen-Bier in den Leib giessen, davon ward ich endlich so ungesund, daß ich meinem Leibe keinen Rath wuste, zu grossen Glücke kam eine Rechts Sache zu Ende, davon ich 2000. Thl. participirte, und meine alte Kachel starb in Kindesnöthen.“

„Er hat einige Klepper und seine Frau ist fahrtoll! […] Was hat denn der arme Schelm gesündiget? Er wurde ia gezwungen, es zu thun. Sie, die B * kachel verdiente eher, von einem Stier' in die Lufft geworfen zu werden. Aber wer den Esel nicht prügeln kann, prügelt den Sattel.“

„Besser eine alte Kachel als gar keinen Ofen, sagte der Töpfer, als er sich eine funfzigjährige geheirathet hatte.“

„Ach so! Da ist die alte verliebte Kachel auch mit bei der Sippe?“